# Bomis
Bomis (phát âm /ˈbɒmɨs/ gần giống từ lời hứa trong tiếng Anh "promise") là một công ty kinh doanh qua mạng Internet thành lập năm 1996 bởi Jimmy Wales và Tim Shell. Bomis đã từng là chủ sở hữu dự án Nupedia, tiền thân của Wikipedia.